# 密云博物馆
40°22′39″N 116°50′08″E / 40.377381°N 116.835477°E
密云博物馆，位于北京市密云区西滨河路，是北京市密云区的区级“社会科学类地志性综合博物馆”。

## 简介
1991年，密云博物馆由密云县人民政府批准建制。 此后至2002年底，该博物馆一直占用从北京市东城区美术馆后街迁建于密云县的清朝荣寿固伦公主府。荣寿固伦公主府是1985年从美术馆后街迁至密云县，位于密云县城西北的白河郊野公园甲区。密云博物馆占用后，占地总面积21330平方米，建筑面积2345平方米。办有两个固定展览《密云革命斗争史迹展》、《密云历史文物展》。
2002年底，该馆迁入密云县西滨河路的博物馆综合楼。2008年，成为北京市第一批免费开放的33家博物馆之一。密云博物馆室内分为上、下两层，固定展览有《密云历史文化展》等等。博物馆二层展厅右侧，摆放着一副大约2米长的角，是更新世晚期的原始野牛角化石，年代约为公元前5万年至公元前1万年，自密云区巨各庄镇蔡家洼砖厂出土。